# Cầu lông tại Đại hội Thể thao Đông Nam Á 1985
Cầu lông tại Đại hội Thể thao Đông Nam Á năm 1985 được tổ chức từ ngày 9 đến 15 tháng 12 năm 1985 tại Nhà thi đấu trong nhà thuộc Đại học Chulalongkorn ở Bangkok, Thái Lan. Môn cầu lông quy tụ 8 quốc gia trong khu vực Đông Nam Á, diễn ra các nội dung: đơn nam, đơn nữ, đôi nam, đôi nữ, đôi nam nữ và giải đồng đội cho cả nam và nữ.
Cầu lông Indonesia tiếp tục thể hiện vị thế thống trị của mình tại khu vực Đông Nam Á khi giành được 6 tấm huy chương vàng. Huy chương vàng còn lại thuộc về đoàn Malaysia.

## Tóm tắt kết quả
| Nội dung     | Vàng | Bạc | Đồng |
| ------------ | --- | --- | --- |
| Đơn nam      | Icuk Sugiarto · Indonesia                                                                                                | Eddy Kurniawan · Indonesia | Sompol Kukasemkij · Thái Lan |
| Đơn nam      | Icuk Sugiarto · Indonesia                                                                                                | Eddy Kurniawan · Indonesia | Ong Beng Teong · Malaysia |
| Đơn nữ       | Elizabeth Latief · Indonesia                                                                                             | Ivana Lie · Indonesia | Darunee Lertvoralak · Thái Lan |
| Đơn nữ       | Elizabeth Latief · Indonesia                                                                                             | Ivana Lie · Indonesia | Ladawan Mulasartsatorn · Thái Lan |
|              | | | |
| Đôi nam      | Razif Sidek · Jalani Sidek · Malaysia                                                                                    | Liem Swie King · Hariamanto Kartono · Indonesia | Sawai Chanseorasmee · Trirong Limsakul · Thái Lan |
| Đôi nam      | Razif Sidek · Jalani Sidek · Malaysia                                                                                    | Liem Swie King · Hariamanto Kartono · Indonesia | Christian Hadinata · Chafidz Yusuf · Indonesia |
| Đôi nữ       | Rosiana Tendean · Imelda Wiguna · Indonesia                                                                              | Verawaty Fadjrin · Elizabeth Latief · Indonesia | Jutatip Banjongsilp · Penpan Klangthamniem · Thái Lan |
| Đôi nữ       | Rosiana Tendean · Imelda Wiguna · Indonesia                                                                              | Verawaty Fadjrin · Elizabeth Latief · Indonesia | Phanwad Jinasuyanont · Chitrad Chartrungsun · Thái Lan |
| Đôi nam nữ   | Christian Hadinata · Imelda Wiguna · Indonesia                                                                           | Hafidz Yusuf · Rosiana Tendean · Indonesia | Razif Sidek · Leong Choi Lean · Malaysia |
| Đôi nam nữ   | Christian Hadinata · Imelda Wiguna · Indonesia                                                                           | Hafidz Yusuf · Rosiana Tendean · Indonesia | Sawei Chanseorasmee · Jutatip Banjongsilp · Thái Lan |
|              | | | |
| Đồng đội nam | Indonesia · Icuk Sugiarto · Eddy Kurniawan · Liem Swie King · Hariamanto Kartono · Christian Hadinata · Chafidz Yusuf    | Malaysia · Chong Weng Kai · Chuah Han Khim · Foo Kok Keong · Ong Beng Teong · Jalani Sidek · Razif Sidek                                           | Thái Lan · Sompol Kukasemkij · Sakrapee Thongsari · Sakchai Thanasriwanijai · Kriangsak Traiwekin · Sawei Chanseorasmee · Trirong Limsakul · Suvit Sampattanavorachai |
| Đồng đội nam | Indonesia · Icuk Sugiarto · Eddy Kurniawan · Liem Swie King · Hariamanto Kartono · Christian Hadinata · Chafidz Yusuf    | Malaysia · Chong Weng Kai · Chuah Han Khim · Foo Kok Keong · Ong Beng Teong · Jalani Sidek · Razif Sidek                                           | Singapore · Hamid Khan · Lau Wing Cheok · Wong Shoon Keat · Wong Shoon Soo · Benson Wong                                                                              |
| Đồng đội nữ  | Indonesia · Ivana Lie · Elizabeth Latief · Sarwendah Kusumawardhani · Imelda Wiguna · Rosiana Tendean · Verawaty Fadjrin | Thái Lan · Jutatip Banjongsilp · Chitrad Chartrungsun · Phanwad Jinasuyanont · Penpan Klangthamniem · Darunee Lertvoralak · Ladawan Mulasartsatorn | Malaysia · Juliet Poon · Leong Chai Lean · Tan Sui Hoon · Kok Chan Fong · Tan Mei Chuan                                                                               |
| Đồng đội nữ  | Indonesia · Ivana Lie · Elizabeth Latief · Sarwendah Kusumawardhani · Imelda Wiguna · Rosiana Tendean · Verawaty Fadjrin | Thái Lan · Jutatip Banjongsilp · Chitrad Chartrungsun · Phanwad Jinasuyanont · Penpan Klangthamniem · Darunee Lertvoralak · Ladawan Mulasartsatorn | Singapore · Choy Leng Seong · Koh Ee Boon · Irene Lee · Helen Lee · Ng Geok Khim                                                                                      |

## Kết quả bán kết
| Nội dung   | Chiến thắng                         | Thua cuộc                                   | Tỷ số             |
| ---------- | ----------------------------------- | ------------------------------------------- | ----------------- |
| Đơn nam    | Eddy Kurniawan                      | Sompol Kukasemkij                           | 13–15, 15–9, 15–8 |
| Đơn nam    | Icuk Sugiarto                       | Ong Beng Teong                              | 15–5, 15–6        |
| Đơn nữ     | Elizabeth Latief                    | Ladawan Mulasartsatorn                      | 11–1, 11–7        |
| Đơn nữ     | Ivana Lie                           | Darunee Lertvoralak                         | 11–7, 11–2        |
| Đôi nam    | Kartono & Liem Swie King            | Sawei Chanseorasmee & Trirong Limsakul      | 15–4, 15–2        |
| Đôi nam    | Razif Sidek & Jalani Sidek          | Christian Hadinata & Hafid Yusuf            | 15–10, 15–4       |
| Đôi nữ     | Rosiana Tendean & Imelda Wiguna     | Jutatip Banjongsilp & Penpan Klangthamniem  | 15–0, 15–5        |
| Đôi nữ     | Verawaty Fadjrin & Elizabeth Latief | Chitrad Chartrungsun & Phanwad Jinasuyanont | 15–3, 15–4        |
| Đôi nam nữ | Christian Hadinata & Imelda Wiguna  | Razif Sidek & Leong Choi Lean               | 15–4, 15–6        |
| Đôi nam nữ | Hafid Yusuf & Rosiana Tendean       | Sawei Chanseorasmee & Jutatip Banjongsilp   | 15–9, 15–7        |

## Kết quả chung cuộc
| Nội dung   | Vô địch                            | Á quân                              | Tỷ số             |
| ---------- | ---------------------------------- | ----------------------------------- | ----------------- |
| Đơn nam    | Icuk Sugiarto                      | Eddy Kurniawan                      | 15–9, 15–6        |
| Đơn nữ     | Elizabeth Latief                   | Ivana Lie                           | 12–11, 12–11      |
| Đôi nam    | Razif Sidek & Jalani Sidek         | Kartono & Liem Swie King            | 6–15, 15–11, 15–5 |
| Đôi nữ     | Rosiana Tendean & Imelda Wiguna    | Verawaty Fadjrin & Elizabeth Latief | 15–2, 15–4        |
| Đôi nam nữ | Christian Hadinata & Imelda Wiguna | Hafid Yusuf & Rosiana Tendean       | 15–9, 15–5        |

## Bảng huy chương
| Hạng               | Đoàn               | Vàng | Bạc | Đồng | Tổng số |
| ------------------ | ------------------ | ---- | --- | ---- | ------- |
| 1                  | Indonesia (INA)    | 6    | 5   | 1    | 12      |
| 2                  | Malaysia (MAS)     | 1    | 1   | 3    | 5       |
| 3                  | Thái Lan (THA)     | 0    | 1   | 8    | 9       |
| 4                  | Singapore (SIN)    | 0    | 0   | 2    | 2       |
| Tổng số (4 đơn vị) | Tổng số (4 đơn vị) | 7    | 7   | 14   | 28      |